# Phaeocedus poonaensis
Phaeocedus poonaensis är en spindelart som beskrevs av Benoy Krishna Tikader 1982. Phaeocedus poonaensis ingår i släktet Phaeocedus och familjen plattbuksspindlar. Inga underarter finns listade i Catalogue of Life.